# Sgùrr na h-Ulaidh
Der Sgùrr na h-Ulaidh (auch Sgor na h-Ulaidh) ist ein 994 Meter hoher Berg in den schottischen Highlands. Sein gälischer Name kann etwa mit Felsige Spitze des Schatzes übersetzt werden. Der Berg liegt in der Council Area Highland und ist als Munro und Marilyn eingestuft.

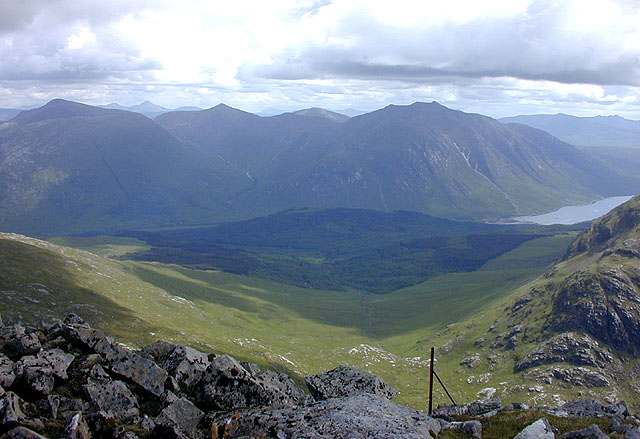
Blick vom Gipfel nach Süden. Rechts im Hintergrund Loch Etive, die Berge im Hintergrund sind von links Stob Coir’ an Albannaich, Glas Bheinn Mhòr und Ben Starav

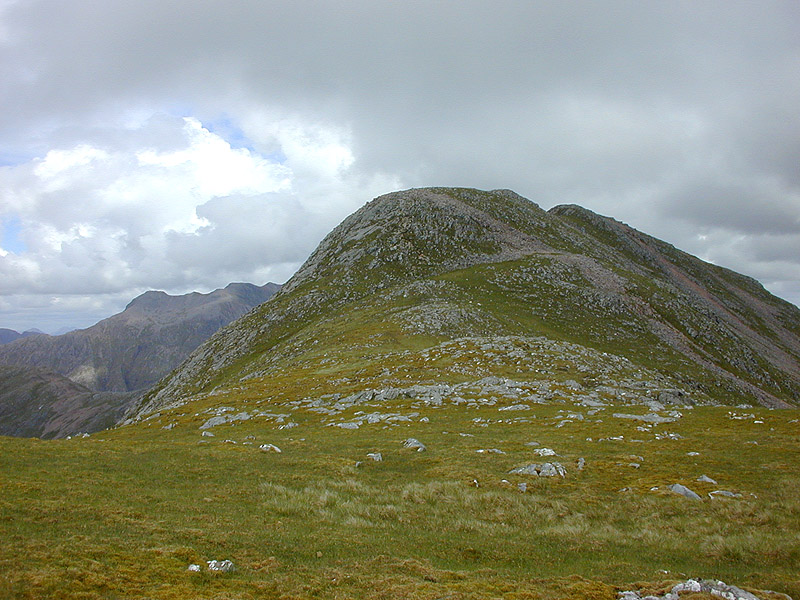
Blick zum Gipfel vom westlichen Vorgipfel Còrr na Beinne

Aufgrund seiner isolierten Lage zählt der Sgùrr na h-Ulaidh zu den eher selten bestiegenen Munros. Er liegt südlich von Glen Coe, ist von Norden durch mehrere niedrigere Berge verdeckt und kann daher von der A82, der durch das Glen Coe führenden Fernstraße, nicht gesehen werden. Auch aus anderen Richtungen wird der Gipfel durch andere Berge verdeckt. Nach Nordosten schließt sich der 968 Meter hohe Vorgipfel des Stob an Fhuarain an, der trotz seiner Höhe aufgrund fehlender Eigenständigkeit nicht als Munro eingestuft ist. Diesem nördlich vorgelagert schließt der 845 Meter hohe Aonach Dubh a’ Ghlinne das Massiv nach Norden ab. Westlich und südlich besitzt der Sgùrr na h-Ulaidh nur wenig auffällige Vorgipfel und fällt nach Süden mit flacherer Neigung in Richtung Glen Etive ab. Westlich und nördlich besitzt der Berg dagegen steile, felsdurchsetzte Hänge, die eine Besteigung erschweren. Vor allem die Nordwand des Berges ist von steilen Schrofen geprägt. Direkt westlich schließt sich lediglich der kleine Vorgipfel des Còrr na Beinne an. Auf dieser Seite ragt der Berg über dem Talschluss von Glen Creran auf. Der in Loch Creran, einen Seitenarm von Loch Linnhe, entwässernde River Creran hat seine Quelle am Südhang des Sgùrr na h-Ulaidh.
Eine Besteigung des Sgùrr na h-Ulaidh von Norden ist für Munro-Bagger zwar mit vergleichsweise kurzem Anmarsch aus dem Glen Coe durch das Tal des Allt na Muidhe möglich, ist aber aufgrund der Steilheit und der felsigen Strukturen anspruchsvoller. Ausgangspunkt ist hierbei ein Parkplatz an der A82 südlich des Glencoe Visitor Centre. Aus dem Tal führt der Zustieg entweder über den Stob an Fhuarain und dann über den Verbindungsgrat zum Gipfel, oder mit einem steilen Zustieg aus dem Bealach zwischen dem Sgùrr na h-Ulaidh und dem nördlich benachbarten, 772 Meter hohen Corbett Meall Lighiche über den Westgrat zum Gipfel. Leichter, aber mit deutlich längerem Anmarsch verbunden ist eine Besteigung aus Richtung Süden. Ausgangspunkt ist hier die kleine Ansiedlung Invercharnan in Glen Etive. 